# Risørs kommun
Risørs kommun (norska: Risør kommune) är en kommun i Agder fylke i södra Norge. Kommunens centralort är tätorten och staden Risør.
I Risør hålls varje år en berömd träbåtsfestival. Sedan 1991 även en kammarmusikfestival.

## Administrativ historik
Risørs kommun bildades samtidigt med flertalet andra norska kommuner på 1830-talet. 1901 överfördes ett område med 658 invånare från Søndeleds kommun. 1964 slogs Søndeleds och Risørs kommuner samman. 1984 överfördes ett obebott område från Tvedestrands kommun.

## Tätorter
I Risørs kommun finns en tätort:
- Risør (centralort)

## Socknar
Inom Norska kyrkan är Risørs kommun indelad i två socknar:
- Risørs socken
- Søndeleds socken

Socknarna ingår i Aust-Nedenes prosteri i Agder og Telemarks stift.

## Bilder

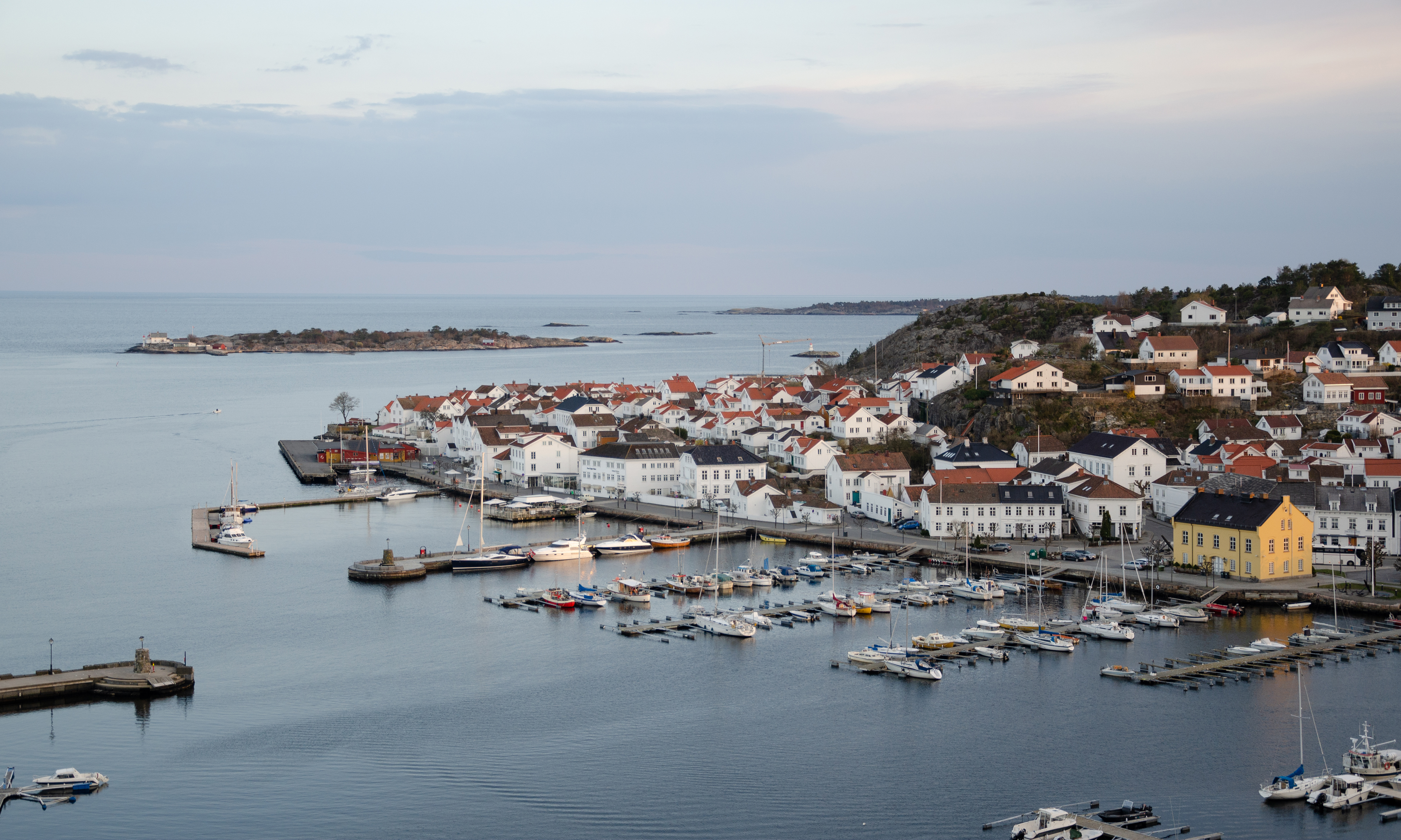
Risør.
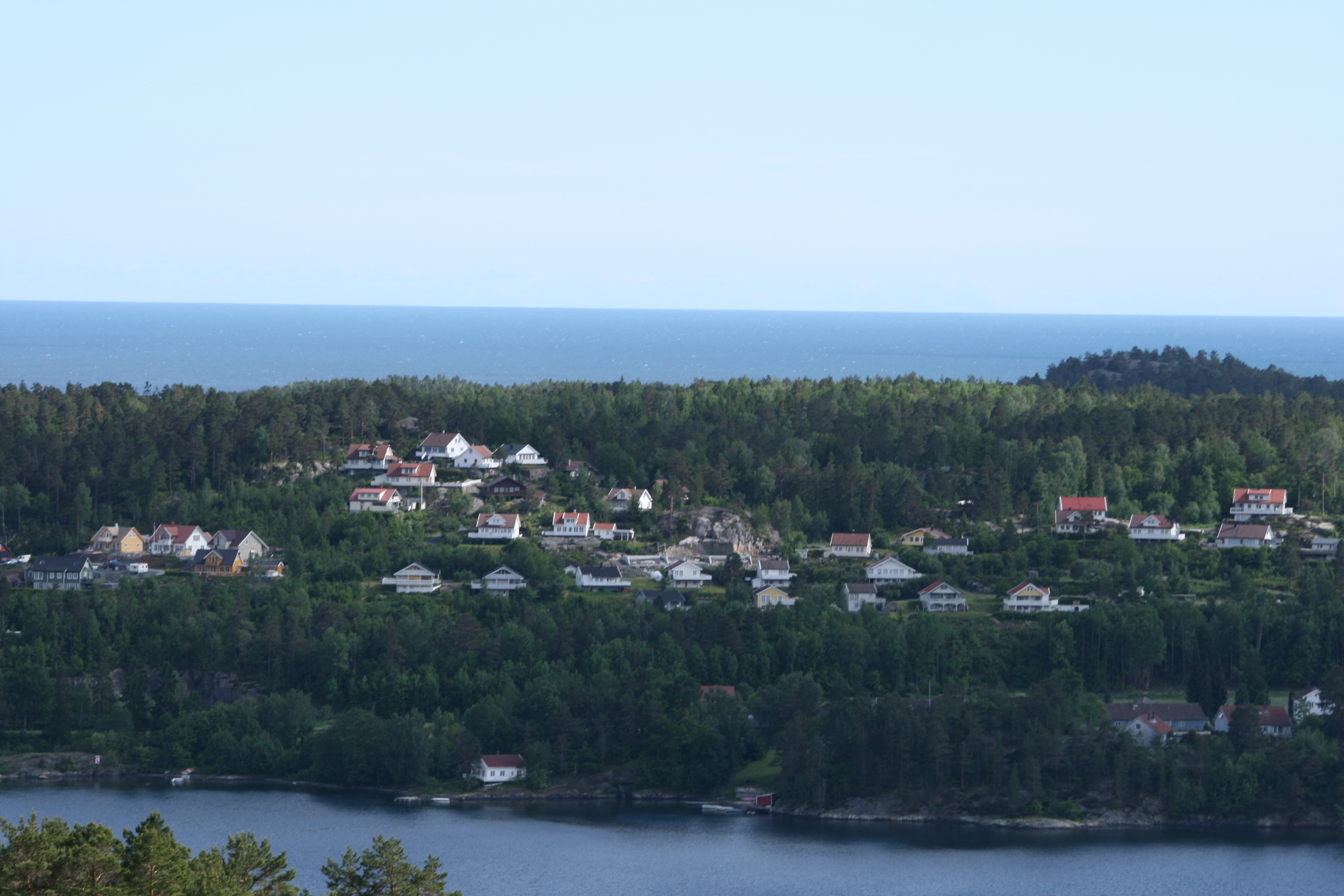
Sandnes.
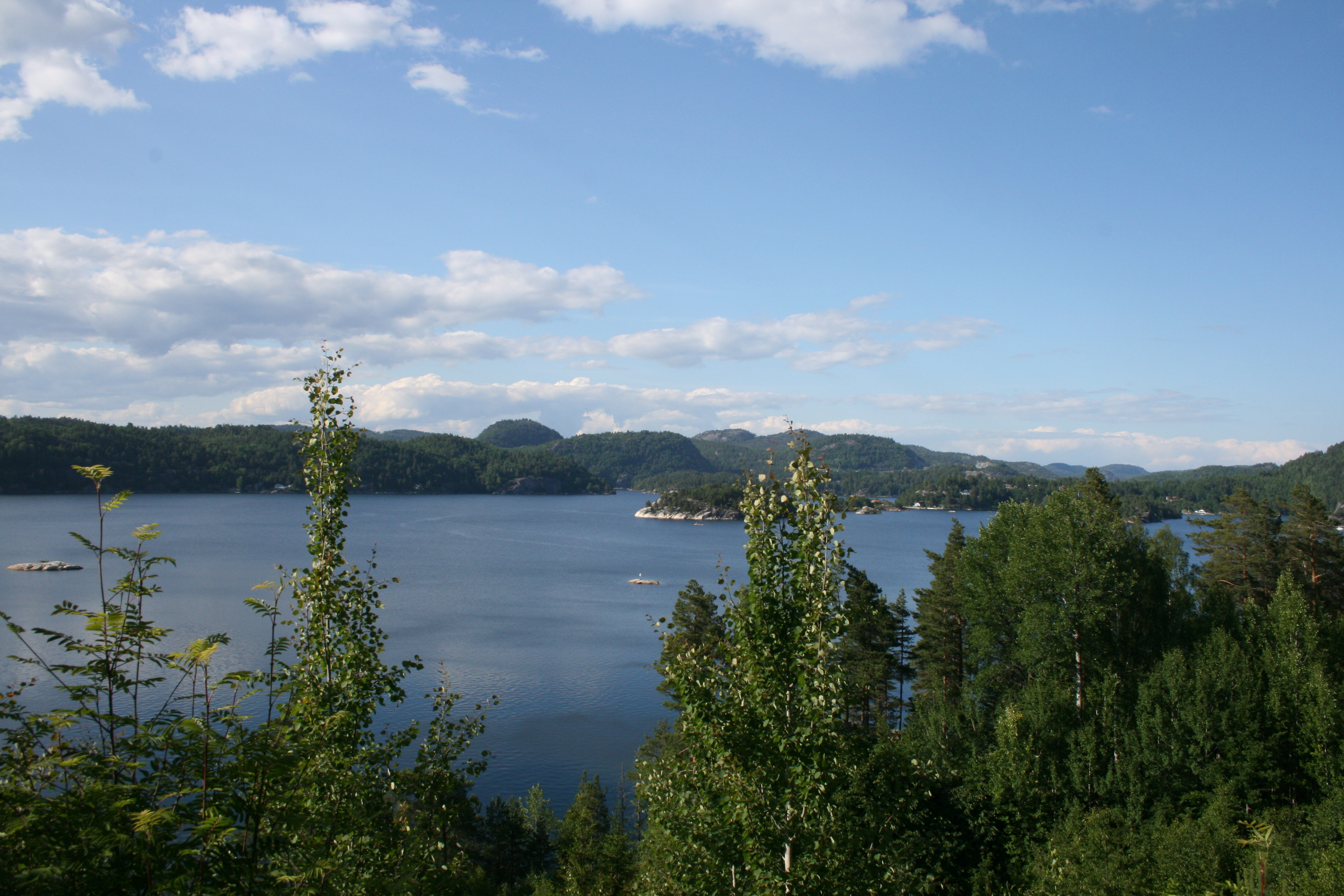
Sørfjorden.